# László Kiss (astronome)
Pour les articles homonymes, voir László Kiss.
Dans le nom hongrois Kiss László, le nom de famille précède le prénom, mais cet article utilise l’ordre habituel en français László Kiss, où le prénom précède le nom.
László Kiss, né le 8 août 1972 à Subotica, est un astronome serbo-hongrois naturalisé australien.

## Biographie
Le Centre des planètes mineures le crédite de la découverte de 54 astéroïdes, effectuée entre 1998 et 2007, tous en collaboration avec Krisztián Sárneczky.
L'astéroïde (113202) Kisslászló a été nommé en son honneur.
| (14181) Koromházi      | 20 novembre 1998   |
| (23718) Horgos         | 2 avril 1998       |
| (28196) Szeged         | 15 décembre 1998   |
| (39971) József         | 2 avril 1998       |
| (44479) Oláheszter     | 24 novembre 1998   |
| (45300) Thewrewk       | 1er janvier 2000   |
| (53029) Wodetzky       | 22 novembre 1998   |
| (67308) Öveges         | 21 avril 2000      |
| (68114) Deákferenc     | 1er janvier 2001   |
| (68144) Mizser         | 1er janvier 2001   |
| (72071) Gábor          | 31 décembre 2000   |
| (75555) Wonaszek       | 31 décembre 1999   |
| (75570) Jenőwigner     | 1er janvier 2000   |
| (75823) Csokonai       | 28 janvier 2000    |
| (82071) Debrecen       | 31 décembre 2000   |
| (86196) Specula        | 24 septembre 1999  |
| (91024) Széchenyi      | 28 février 1998    |
| (106869) Irinyi        | 31 décembre 2000   |
| (107052) Aquincum      | 1er janvier 2001   |
| (121817) Szatmáry      | 2 janvier 2000     |
| (137066) Gellért-hegy  | 23 novembre 1998   |
| (171429) Hunstead      | 1er septembre 2007 |
| (231470) Bedding       | 2 septembre 2007   |
| (234294) Pappsándor    | 31 décembre 2000   |
| (269742) Kroónorbert   | 23 octobre 1998    |
| (313116) Pálvenetianer | 31 décembre 2000   |
| (320260) Bertout       | 31 août 2007       |